# Ałga
Ałga (kaz. Алға; ros. Алга) – miasto w północno-zachodnim Kazachstanie, w obwodzie aktobskim, nad rzeką Ilek, siedziba administracyjna rejonu Ałga. Na początku 2021 roku liczyło 20 635 mieszkańców. Ośrodek przemysłu chemicznego (produkcja nawozów fosforowych i mikronawozów).
Miejscowość otrzymała prawa miejskie w 1961 roku.